# Drink Id
DRINK ID (dawniej Sulimar) – polskie przedsiębiorstwo z siedzibą w Piotrkowie Trybunalskim. Przedsiębiorstwo zostało założone w 1927 roku. Dziś jest to regionalny browar (Browar Piotrków) oraz jeden z największych polskich producentów innych napojów. Firma zajmuje się produkcją i rozlewem piwa, cydru, napojów alkoholowych i napojów bezalkoholowych pod własną marką oraz na zlecenie.

## Historia
Początki przedsiębiorstwa sięgają 30 marca 1927 roku. Wtedy to założona została fabryka wód gazowych i lemoniad, która początkowo mieściła się w lokalu pod adresem plac Targowy 5 w Piotrkowie (wówczas jeszcze nieposiadającym oficjalnego przydomka „Trybunalski”). Zakład prowadził Henryk Urbański wraz z bratem Mieczysławem Urbańskim. Od początku przedmiotem działalności była produkcja i rozlew wód gazowanych i lemoniad, a po kilku latach również produkcja i rozlew octu. Siedzibę firmy zmieniano kilka razy. Kolejnymi lokalizacjami były: aleja 3 Maja 15, ul. Hutnicza 6, a dziś – ul. Browarna 5. W 1938 roku dokonano pierwszego rozlewu piwa. W latach 1986–1994 rozlewane było piwo z największych ówczesnych browarów. W 1987 roku przedsiębiorstwo stało się największą rozlewnią w regionie. W 1988 roku powstała pierwsza własna marka piwa – Kiper. Własna marka przyczyniła się do dynamicznej sprzedaży piwa przez kolejne lata i wymusiła rozbudowę mocy produkcyjnych. W latach 1999–2000 trwała budowa browaru. Pierwsza marka piwa została w nim uwarzona 15 czerwca 2000 roku przez piwowara Ryszarda Radzieńczaka. W 2021 roku nazwa przedsiębiorstwa została zmieniona z Sulimar na DRINK ID

## Marki
- Cornelius
- Trybunał
- Beczkowe
- Xenergy
- Wild Rock Cider[5]

## Produkowane i rozlewane kategorie napojowe
- soft drinks
- flavoured water
- functional water
- juice drinks
- tea drinks
- sports drinks
- energy drinks
- wellness drinks
- cold brew drinks
- fermented drinks
- plant drinks
- zero alcohol beer
- beer
- cider
- perry
- grape wine
- fruit wine
- sparkling wine drinks
- cocktail drinks
- spirit drinks
- hard seltzer drinks[2]

## Rodzaje napełnianych opakowań
- Puszka aluminiowa (568 ml, 550 ml, 500 ml, 475 ml, 440 ml, 355 ml, 330 ml, 250 ml, 150 ml)
- Butelka szklana (500 ml, 330 ml, 250 ml)[6]

## Nagrody i wyróżnienia

### 2023
- Brązowy medal The World Beer Awards w kategorii lager – Trybunał Pils[7]
- Złoty i srebrny medal za smak i design opakowania na The World Cider Awards w kategorii cydr musujący – Wild Rock Jabłko i Wild Rock Jabłko Wiśnia[8]

### 2022
- Złoty medal na The European Beer Challenge w kategorii Bohemian Pilsner – Trybunał Jasne Pełne[9]

### 2021
- Podwójny złoty medal na The European Beer Challenge w kategorii Bohemian Pilsner – Trybunał Export[10]

### 2020
- I miejsce w konkursie Meininger’s International w kategorii Craft Beer Award – piwo Cornelius IPA[11]
- Złoty medal na The European Beer Star – Trybunał Porter Bałtycki[12]
- Srebrny medal na The London Beer Competition – piwo Trybunał Export[13]
- Trzy brązowe medale na The London Beer Competition – piwa: Trybunał Pils, Trybunał Porter Bałtycki, Trybunał Ciemne[14][15]

### 2019
- I miejsce w Konsumenckim Konkursie Piw Chmielaki Krasnostawskie w kategorii „Piwa jasne w stylu European Lager” – piwo Trybunał Pils[16]

### 2014
- Złoty medal w konkursie Brussels Beer Challenge – piwo Trybunał Export[17]

### 2010
- W Plebiscycie Browar.biz na Piwo Roku 2009[18]:

1. w kategorii piwa ciemne górnej fermentacji: miejsce IX – Cornelius Stout
2. w kategorii piwa jasne górnej fermentacji: miejsce III – Cornelius Ale
3. w kategorii piwa pszeniczne: miejsce I – Cornelius Weizen Bier
4. w kategorii browar roku 2009: miejsce VII – Browar Sulimar
5. w kategorii top 5 według wielkości – browar średni: miejsce III

- Wyróżnienie Wawel – „Najlepszy Porter Rynku Polskiego” podstawą receptury cukierków Portero[19]
- SlowFood – rekomendacja dla Cornelius Weizen Bier[20]

### 2009
- I miejsce (złoty medal) w Plebiscycie Browar.biz na Piwo Roku 2008 w kategorii piw pszenicznych – Cornelius Weizen Bier[21]
- III miejsce (brązowy medal) w Konsumenckim Konkursie Piw Bractwa Piwnego 2009 w kategorii piwa pszeniczne – Cornelius Weizen Bier[22]

### 2008
- W Plebiscycie Browar.biz na Piwo Roku 2007[23]:

1. w kategorii piw pszenicznych: I miejsce (złoty medal) – Weizen Bier
2. w kategorii debiut roku: I miejsce (złoty medal) – Weizen Bier

- I miejsce (złoty medal) w konkursie „Piweczko roku 2007” – Weizen Bier[24]

### 2007
- II miejsce (srebrny medal) w konkursie „Konsumencki konkurs piw 2007” w kategorii inne piwa – piwa pszeniczne – Weizen Bier[25]
- III miejsce (brązowy medal) w konkursie „Otwarty konkurs dla piw” w kategorii piw pszenicznych – Weizen Bier[26]